# Tom Green's House Tonight
Tom Green's House Tonight (tidigare Tom Green Live!) är en internetbaserad talkshow med Tom Green.
Showen sänds direkt från Greens vardagsrum, där han byggt en egen TV-studio. Tittarna kan ringa in till showen med frågor till gästerna via Greens hemtelefon eller på Skype med videoupptagning. Vilket har resulterat i att många internettroll ringer in.